# Georges-Auguste Leschot
Georges Auguste Leschot, né à Genève le 24 mars 1800 et mort à Plainpalais (maintenant Genève) le 4 février 1884, était un mécanicien-horloger et inventeur genevois. Il a créé des outils perfectionnés pour fabriquer des mouvements interchangeables et un perforateur à couronne de diamants (1862). Ce type de machine a servi au percement de nombreux tunnels routiers et ferroviaires.

## Biographie
Fils de l’horloger Jean-Frédéric Leschot (1747-1824) et de Susanne Catherine Himely, Georges Auguste Leschot épouse en 1829 Charlotte Thérèse Françoise Chuit. En 1830, il conçoit l'échappement à ancre suisse que son confrère, Antoine Léchaud, fabrique en série.
En 1839, il est chef d'atelier chez Vacheron Constantin. On lui doit l'invention du pantographe qui permet la standardisation et l'interchangeabilité des composants sur les montres dotées d'un même calibre. Il obtient en 1845 un prix fondé par Auguste de la Rive pour des inventions utiles à l'industrie suisse.
Leschot gagne une renommée internationale grâce à l'invention d'un perforateur rotatif des roches dures à l'aide de burins en diamants noirs,  ou carbonados, avec entrainement hydraulique (tarières à couronne). En 1860, cette invention est mise au point avec la collaboration de son fils Rodolphe, qui en fait des démonstrations publiques à Paris, avec son associé, en 1862,. 
La couronne diamantée est brevetée en France le 18 juillet 1862, ainsi que dans d'autres pays européens et aux États-Unis. 
Un développement plus poussé du perforateur étant nécessaire, les Leschot achèvent les travaux, en collaboration avec l'ingénieur Stanislas de Laroche-Tolay et Perret, et le testent dans plusieurs projets de creusement de tunnels, avant de l'exposer en 1867 à l'Exposition universelle de Paris. 
C'est en 1868, que Frederick Beaumont (en), un officier des Royal Engineers, creuse un puits à la carrière de Croesor (en) au Pays de Galles, à l'aide d'une plate-forme de forage entièrement mécanique à vapeur qui utilise des éléments en diamant, inspirés des travaux des Leschot. 
Le perforateur rotatif, système Leschot, facilita le travail dans les mines, les carrières et le percement de nombreux tunnels ; la perforatrice d'Alfred Brandt (de), utilisée pour une des galeries de l’Arlberg ou le tunnel du Simplon s'en inspire directement, en remplaçant les diamants noirs dont les prix avaient monté par des pointes d'acier. 

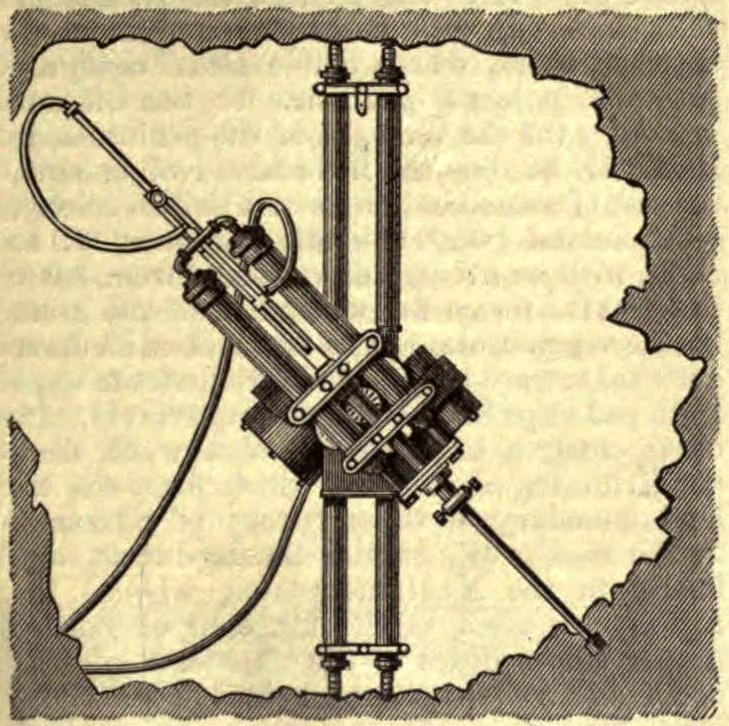
Perforateur à moteur Perret (système Leschot) (1862)
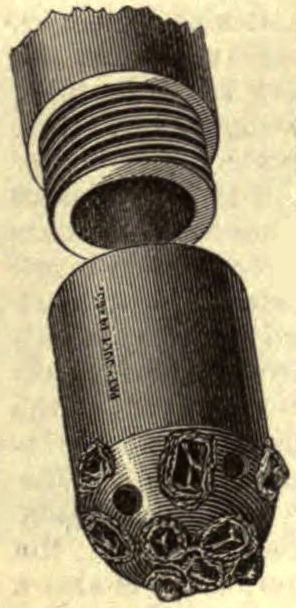
Trépan de forage diamanté

Leschot obtient en 1876 la médaille d'or de la Société des Arts de Genève pour ce perforateur.
Georges Leschot est le trisaïeul du dessinateur Daniel Ceppi.